# Tổng giáo phận Kyiv
Tổng giáo phận Kyiv (tiếng Ukraina: Київська архієпархія; tiếng Latinh: Archieparchia Kioviensis) là một tổng giáo phận của Giáo hội Công giáo Hy Lạp Ukraina quản lí vùng lãnh thổ trung tâm Ukraina. Lãnh đạo tổng giáo phận là một tổng giám mục, người cũng là  Giám mục đô thành Giáo tỉnh Kyiv-Halych và là Đại tổng giám mục Giáo hội Công giáo Hy Lạp Ukraina. Tổng giám mục đương nhiệm là Sviatoslav Shevchuk. Tổng giáo phận còn có 2 giám mục phụ tá: Bohdan Dzyurakh và Josyf Milyan. Ngoài ra, tổng giáo phận đã thành lập báo "Sobor".